# تحليل التغذية
تحليل التغذية يُقصد به عملية تحديد المحتوى الغذائي للأغذية والمنتجات الغذائية. ويمكن تنفيذ هذه العملية من خلال مجموعةٍ متنوعة من الأساليب المعتمدة.

## الطرق

### التحليل المعملي
بشكلٍ تقليدي، تقوم الشركات المنتجة للأغذية بإرسال عيناتٍ غذائية إلى المختبرات لإجراء اختبارات كيميائية. وتنطوي هذه الفحوصات الكيميائية على حرق الأطعمة للوقوف على المحتوى الغذائي للرماد على وجه الدقة.

### البرمجيات
أصبح من المتاح استخدام البرامج المبتكرة في هذا المجال كبديلٍ عن تحليل التغذية بالمختبر. وتَستخدم هذه البرامج عادةً قاعدة بيانات من مكوناتٍ سبق اختبارها معمليًا. ويقوم المستخدم بإدخال بيانات المكونات عن طريق مطابقتها مع المكونات الموجودة في قاعدة البيانات؛ وبذلك يمكن إعداد التحليل.

### تحليل التغذية على الإنترنت
في السنوات الأخيرة، أصبحت خدمات برامج تحليل التغذية المعتمدة على الويب أكثر انتشارًا. ويتيح تحليل التغذية عبر الإنترنت وصول المستخدمين إلى قواعد بيانات على الإنترنت والاستفادة من بيانات المكونات المعتمدة لإنتاج معلومات تغذويّة فورية.

### خدمات تحليل التغذية بأسلوب التسليم النهائي
هناك اتجاهٌ ناشئ آخر يتمثل في استخدام خدمات تحليل تغذية تقوم بإجراء تحليلٍ كامل لأي وصفة باستخدام قواعد بيانات مملوكة لها. حيث يقدم المستخدمون الوصفات وطرق الطبخ وأحجام الحصص. ثم يقوم مقدم الخدمة بدوره بتقديم تحليلٍ كامل للتغذية.

## التطبيقات
في الولايات المتحدة، يلزم توفير معلومات التغذية على الأطعمة المعلبة المباعة بالتجزئة في صورة ملصقات توضح حقائق التغذية التزامًا بقوانين توسيم الغذاء. وفي الأعوام الأخيرة، بدأت العديد من المطاعم نشر معلومات عن الأغذية بناء على طلب العملاء وقوانين توسيم قوائم الطعام على حدٍ سواء.

### توسيم قوائم الطعام
صدر قانون حماية المريض والرعاية ميسورة التكلفة (Patient Protection and Affordable Care Act) في 23 مارس 2010، ويتضمن أحكامًا بشأن منشآت الخدمات الغذائية تخلق قواعد قياسية وطنية موحدة للإعلان عن التغذية.
وبموجب الأحكام الخاصة بقانون الإعلان عن التغذية، يتعين على سلاسل المطاعم والمنشآت المثيلة التي تبيع الطعام بالتجزئة وآلات بيع السلع الموجودة في 20 منفذًا أو أكثر وضع معلومات على ملصقات بخصوص التغذية. ويتعين على تلك المنشآت الإعلان عن السعرات الحرارية على قوائم الطعام ولوحات الإعلانات التي تتضمن قوائم الطعام داخل وخارج المنشآت. كما تتضمن هذه المنشآت مقصف ومقهى وغيرهما من أماكن الخدمة الذاتية في هذا الخصوص، ويلزم الأمر منهم تقديم معلوماتٍ عن السعرات الحرارية في نطاق المكان الذي يتم البيع فيه.
وقد صدر مؤخرًا - من الولايات والسلطات المحلية- العديد من القوانين بشأن توسيم قوائم الطعام تلزم المطاعم بنشر معلومات التغذية على قوائم الطعام ولوحات الإعلانات التي تتضمن قوائم الطعام، أو جعل تلك المعلومات متاحةً بسهولةٍ بناءً على طلب العميل. وقد اضطرت المطاعم إلى إجراء تحليل التغذية من أجل إعداد المعلومات الغذائيّة والالتزام بهذه القوانين. وفي الآونة الأخيرة، تم إقرار تشريعاتٍ وطنية وضعت معايير وطنية لتوسيم قوائم الطعام، وأكثرها شهرة يتمثل في قانون التغذية والتوعية بالتوسيم (LEAN act).